# Sally Le Page
Sally Le Page (Reino Unido) é uma bióloga evolutiva britânica e comunicadora científica. É conhecida, principalmente, por criar conteúdo educativo no YouTube. Ela completou seu doutorado, sobre seleção sexual, na Universidade de Oxford.

## Educação
Le Page frequentou o ensino médio na King's High, em Warwick. Estudou biologia na Universidade de Oxford e bacharelou-se com láurea acadêmica em 2013.

## Pesquisa
Tornou-se Doutora pela Universidade de Oxford, com uma pesquisa sobre seleção sexual. Nessa pesquisa, utilizou-se primariamente de Drosophila melanogaster para entender a teoria evolutiva. Descobriu que, se os irmãos crescem no mesmo ambiente que as larvas, eles serão menos prejudiciais às fêmeas de moscas-das-frutas.  Sua pesquisa foi coberta no Eureka Alert da Associação Americana para o Avanço da Ciência e no Oxford Sparks.

## Engajamento público
Em 2013, Le Page venceu a competição de curtas-metragens do The Guardian e da Oxford University Press . Ela é a correspondente científica do Rooster Teeth . Ganhou, também, em 2013, o Science Slam de Oxford. Desde 2012, Le Page produz conteúdo para seu canal no YouTube, que tem mais de 50.000 assinantes, onde publica vídeos de ciência, vlogs e entrevista outros comunicadores de ciência. Em 2014 ela se apresentou no Royal Institution. Em 2015, tornou-se a General Electric Creator in Residence; em que, junto à empresa, discutiu a neurociência do paladar no South by Southwest do mesmo ano. Foi convidada, em 2017, pela Fundação BNP Paribas a fazer um vídeo científico sobre os recifes de corais na Polinésia.
Le Page é, também, uma ativista pela igualdade LGBT e visibilidade queer no âmbito da ciência, tecnologia, engenharia e matemática.